# District de Taki
Pour les articles homonymes, voir Taki.
Le district de Taki (多気郡, Taki-gun) est un district de la préfecture de Mie, au Japon, doté d'une superficie de 507,03 km2.

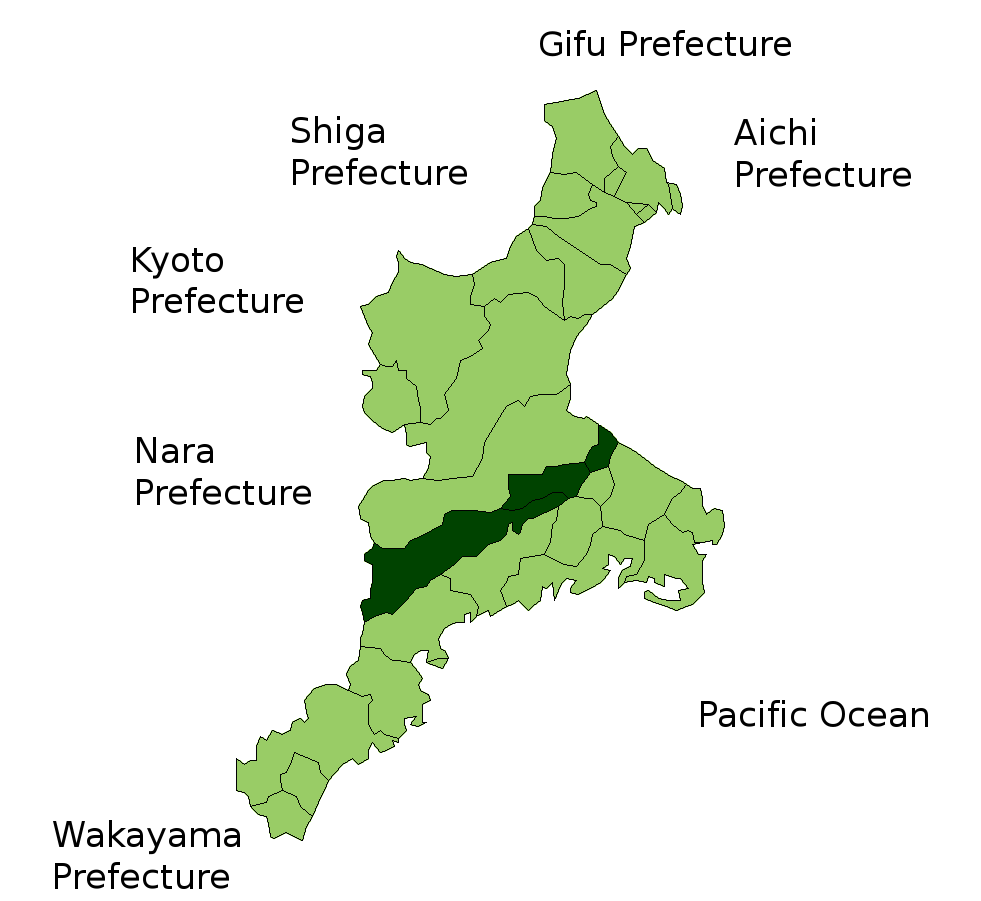
Localisation du district de Taki dans la préfecture de Mie.

## Municipalités
- Meiwa
- Ōdai
- Taki

## Historique
- Le 1er janvier 2006, le village de Seiwa est annexé au bourg de Taki.
- Le 10 janvier 2006, le village de Miyagawa est annexé au bourg d'Ōdai.